# Kunstmeile der Stadt Wittmund

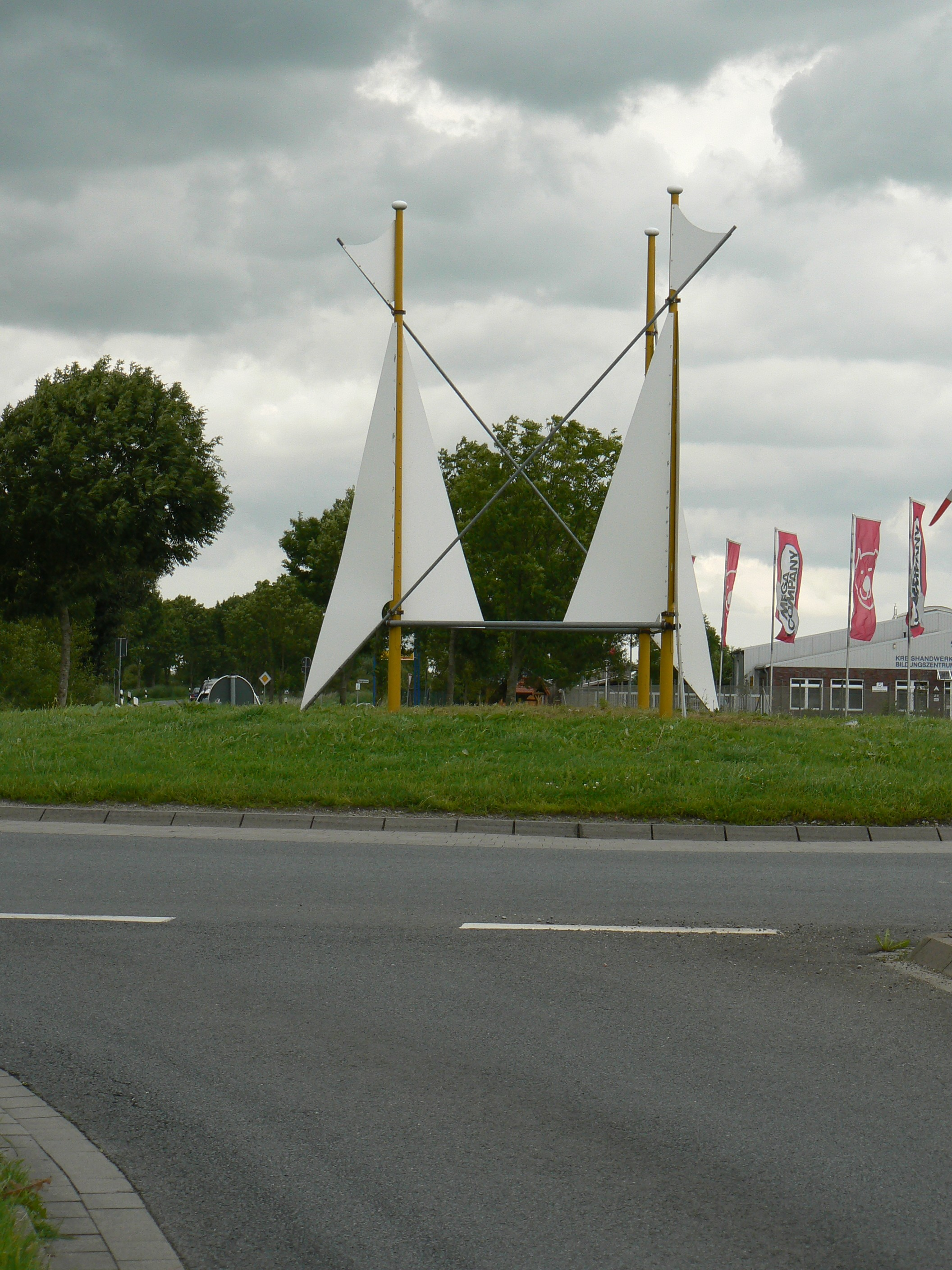
Segel

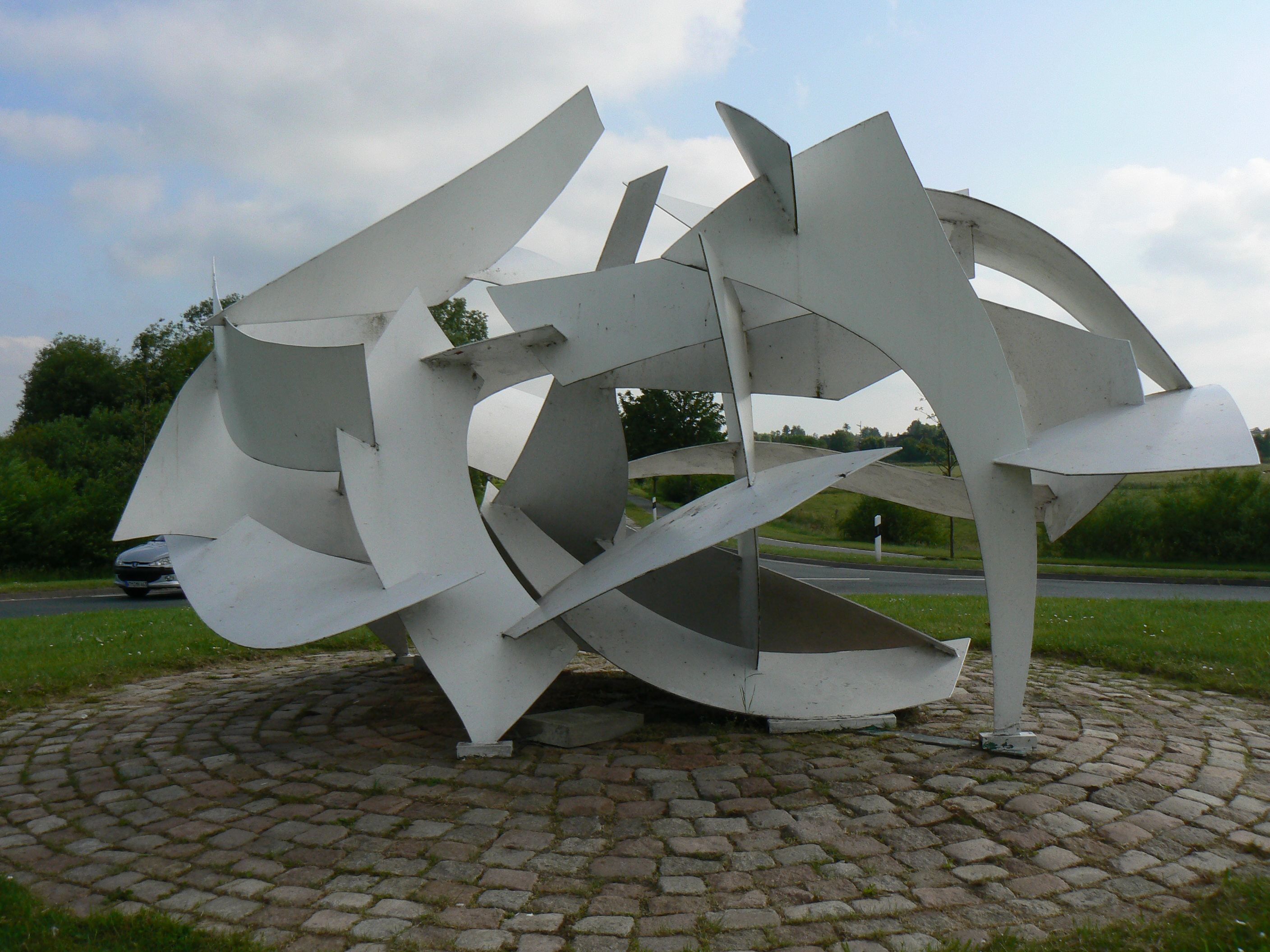
Welle

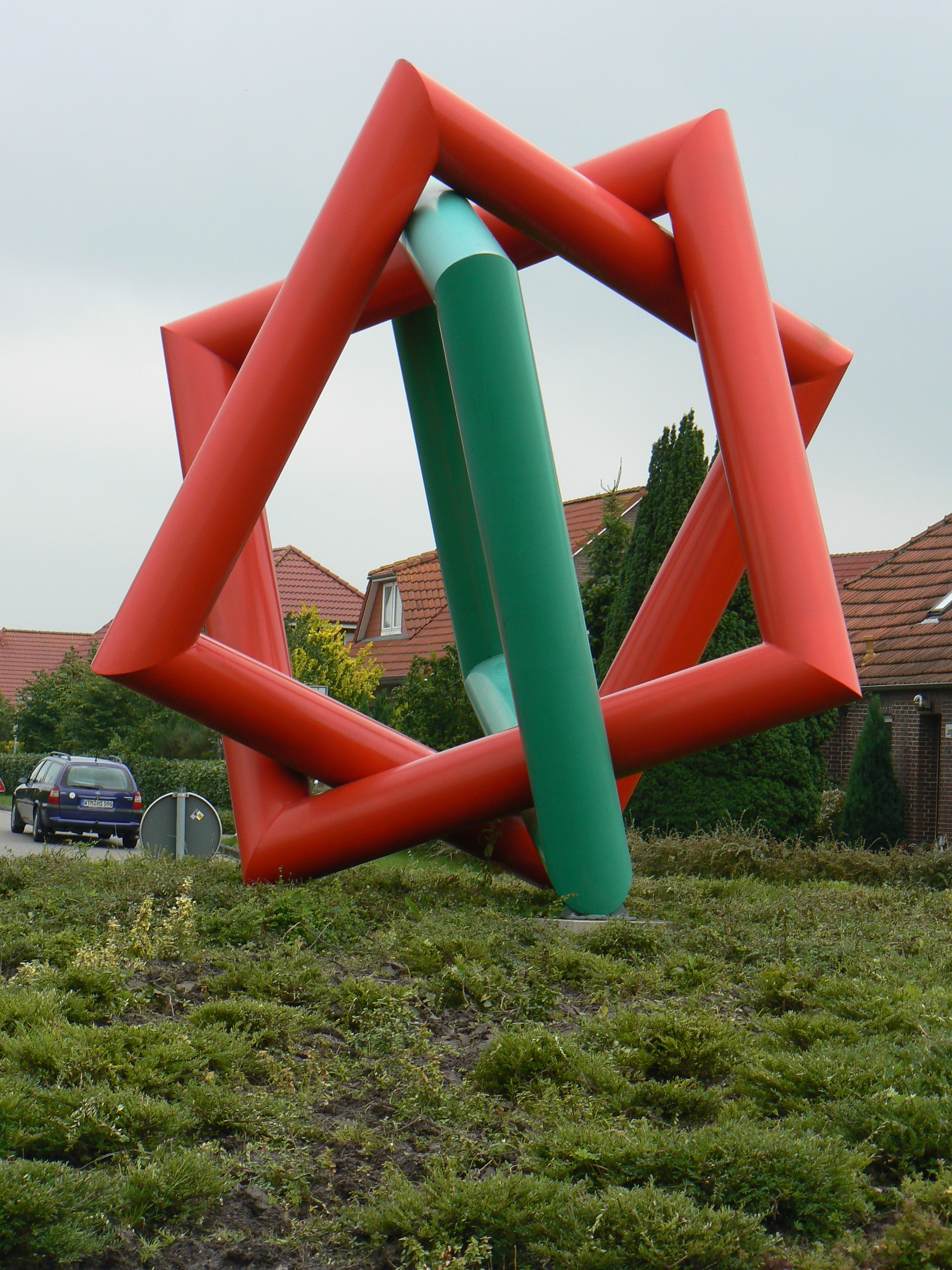
Triade

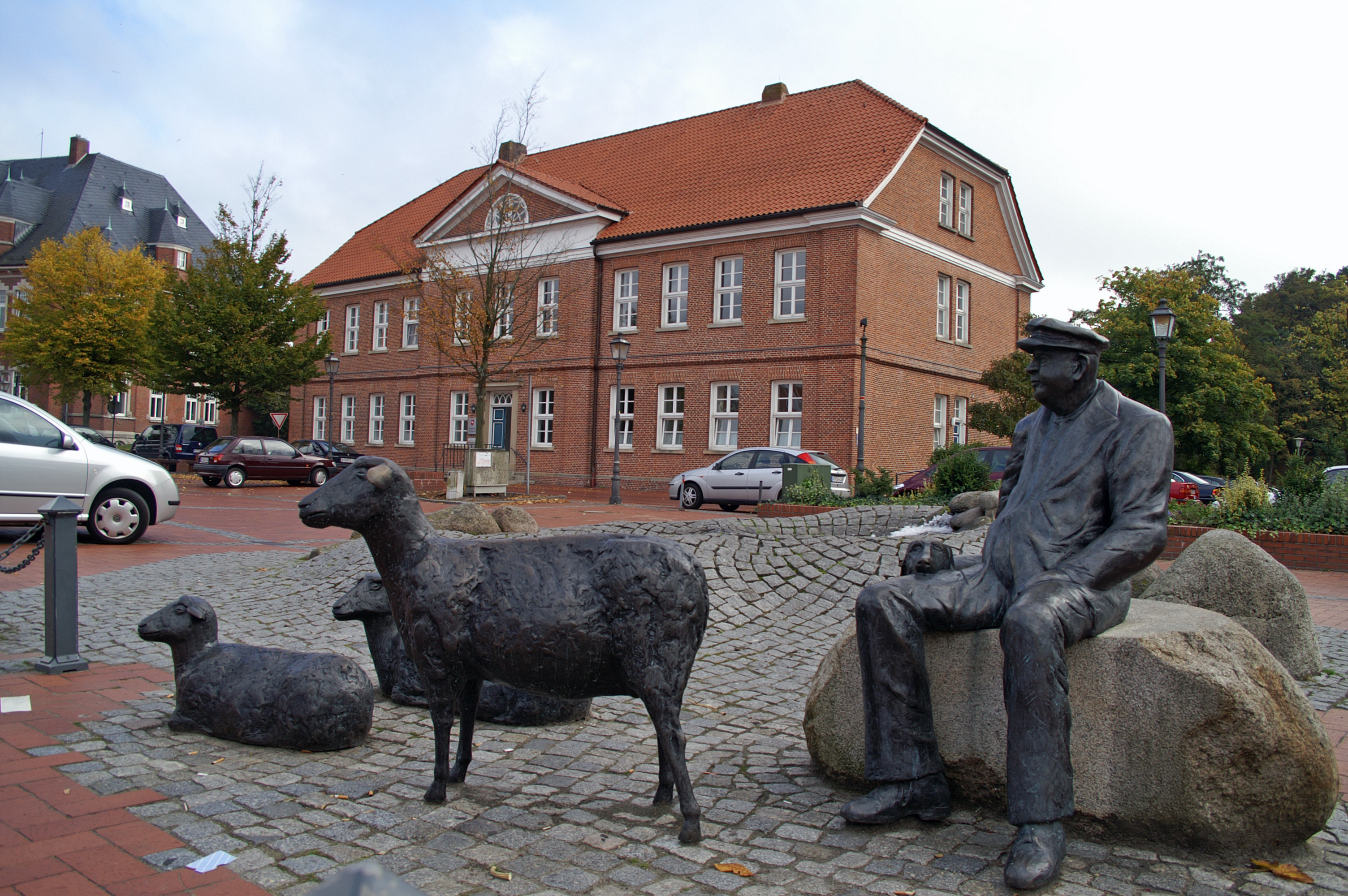
Treiber mit Schafen

Die Kunstmeile der Stadt Wittmund wurde 2004 im ostfriesischen Wittmund, Niedersachsen, eingeweiht. Die Kunstmeile wurde initiiert vom Kulturring Wittmund e.V. Möglich wurde dies mit Hilfe von Bürgern, Gewerbebetrieben, Weiterbildungseinrichtungen und vielen Sponsoren. An der Kunstmeile sind bisher insgesamt zehn Kunstwerke entstanden. Diese decken ein Spektrum von naturgetreuen Bronzeplastiken bis hin zu abstrakten Skulpturen ab.

## Liste der Skulpturen (chronologisch)
- Miss Lucy Pink (1990), Leonard Wübbena, Wittmund (Funnix).

Standort: Knochenburgstraße vor dem Rathaus.
- Mann im Tor (1990), Wolfram Schneider, St. Egidien (Kreis Hohenstein-Ernstthal).

Standort: Finkenburgstraße/Ecke Buttstraße (kleiner Straßenkreisel). 53° 34′ 42″ N, 7° 46′ 47″ O
- Harle-Tor (1994), Leonard Wübbena, Wittmund (Funnix).

Standort: Dohuser Weg vor dem Gebäude des Jugend- und Sozialamtes (ehemals Kreissparkasse Wittmund)
- Madonna auf der Werft (1994), David Lee Thompson, Berlin.

Standort: Carolinensieler Straße hinter dem Bahnübergang.
- Welle (1995), Andreas Freyer, Kaltenmark (Halle/Saale).

Standort: B 461 Nordumgehung Wittmund, Straßenkreisel Richtung Carolinensiel. 53° 35′ 6,9″ N, 7° 46′ 59,5″ O
- Quantensprung (1997), Leonard Wübbena, Wittmund (Funnix).

Standort: Isumer Straße vor dem Polizeigebäude. 53° 34′ 23,7″ N, 7° 46′ 57,7″ O
- Treiber mit Schafen (1999), Albert Bocklage, Vechta.

Standort: Marktplatz der Stadt Wittmund.
- Aufschwung (2003), Wilhelm Müller, Wittmund.

Standort: B 461 Nordumgehung Wittmund, Straßenkreisel Aseler Straße. 53° 34′ 43,9″ N, 7° 48′ 2,8″ O
- Segel (2004), Wilhelm Müller, Wittmund.

Standort: B 461 Nordumgehung Wittmund, Straßenkreisel Richtung Eggelingen. 53° 35′ 1,5″ N, 7° 47′ 49,9″ O
- Triade (2004), Jens Wittenburg, Karlsruhe.

Standort: Nordumgehung Wittmund, Straßenkreisel Richtung Esens. 53° 35′ 9″ N, 7° 46′ 6,9″ O

## Stahlsymposien
Zwei der während des 3. Ostfriesischen Bildhauer-Symposions von 21. Juli bis zum 6. August 1990 entstandene Skulpturen blieben nach der Ausstellung in Wittmund und Wilhelmshaven: Miss Lucy Pink von Leonard Wübbena (Leiter des Symposions) und Mann im Tor von Wolfram Schneider. Von 5. bis zum 23. Juli 1994 fand das 4. Ostfriesische / 2. Wittmunder Bildhauer-Symposion statt. Anschließend verblieben die Skulpturen Harle-Tor von Wübbena (Leiter des Symposions) und Madonna auf der Werft von David-Lee Thompson in der Stadt Wittmund und sind seitdem ein Teil der Kunstmeile.

## Skulpturen

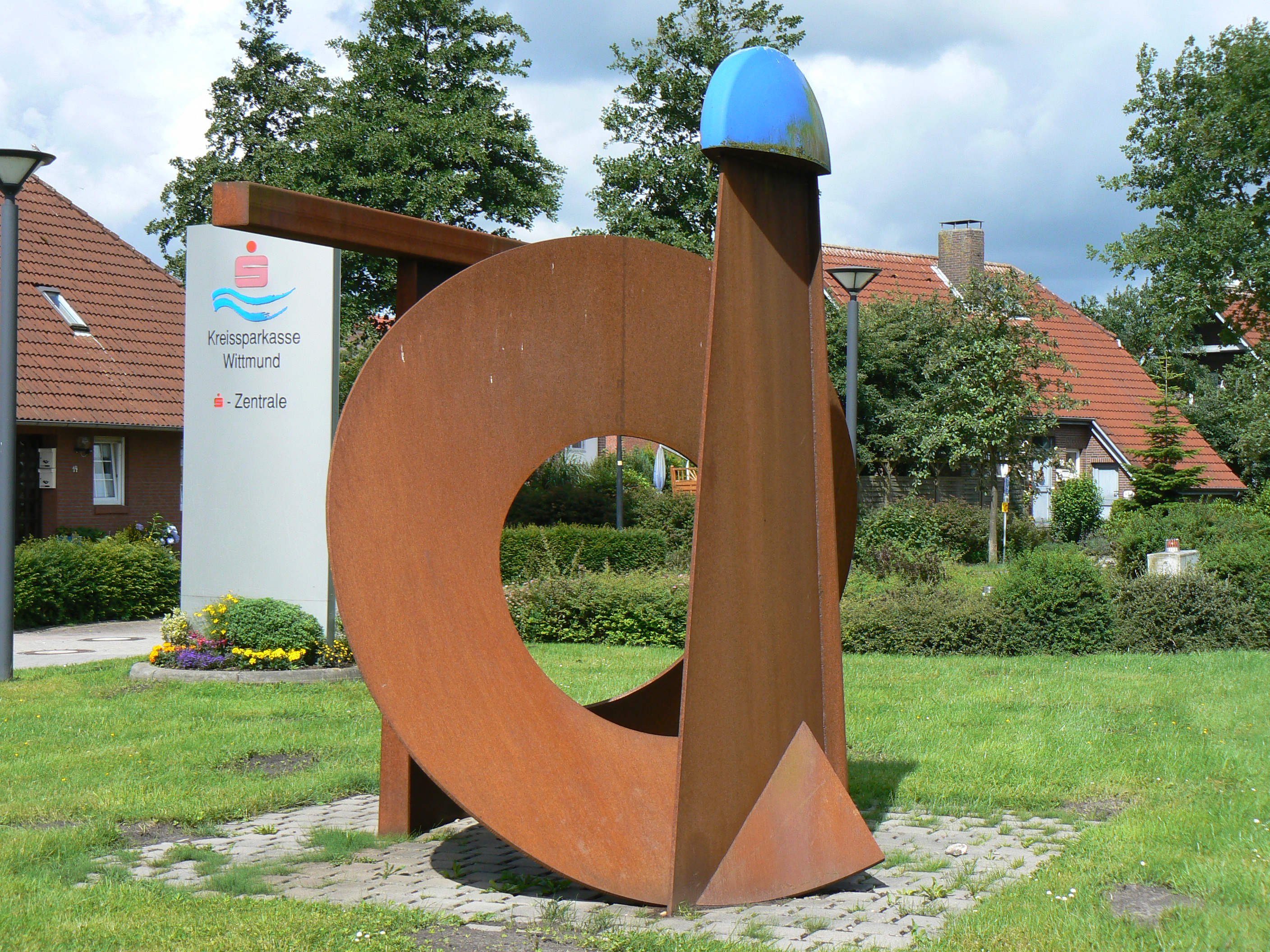
Harle-Tor
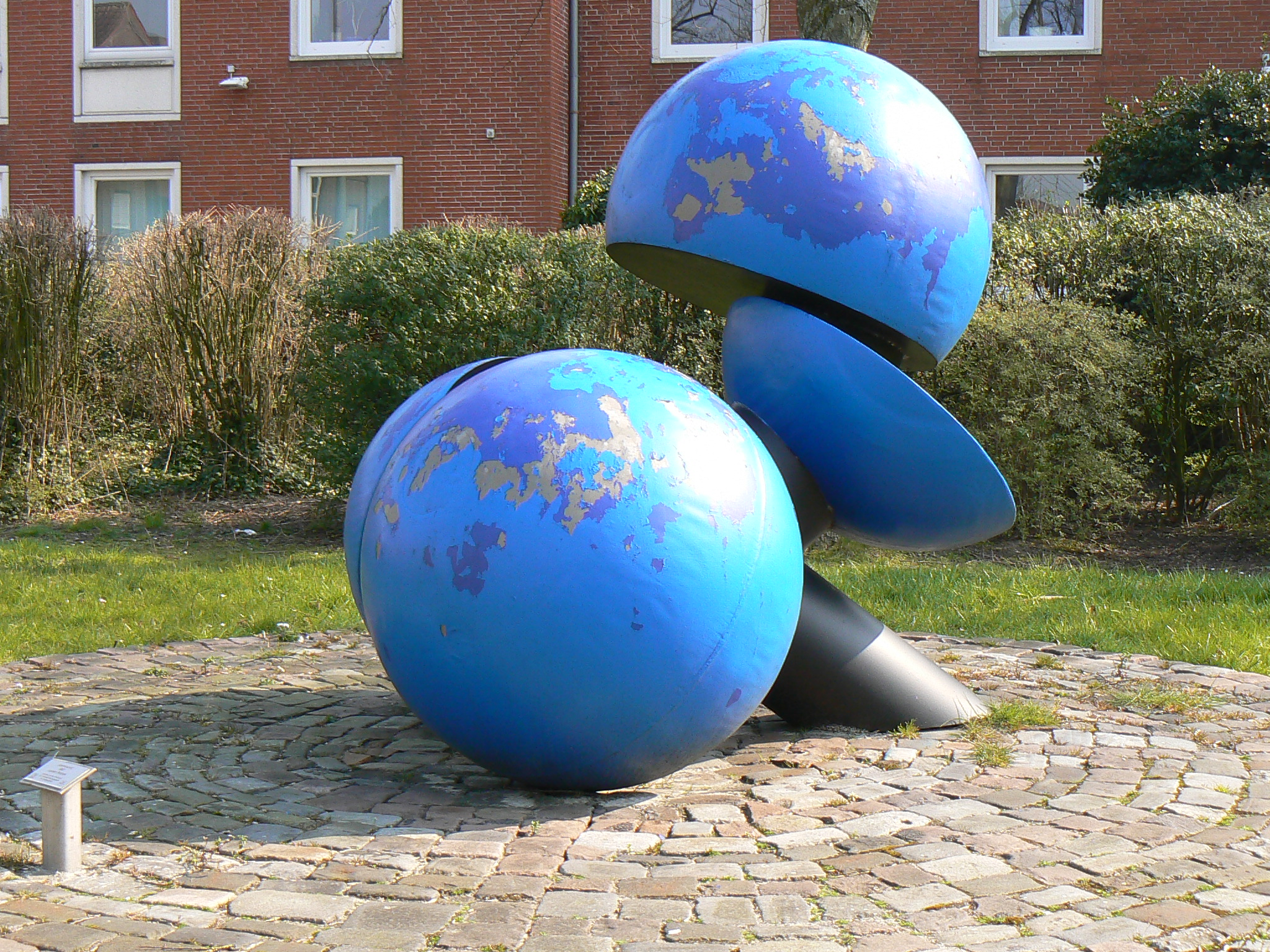
Quantensprung
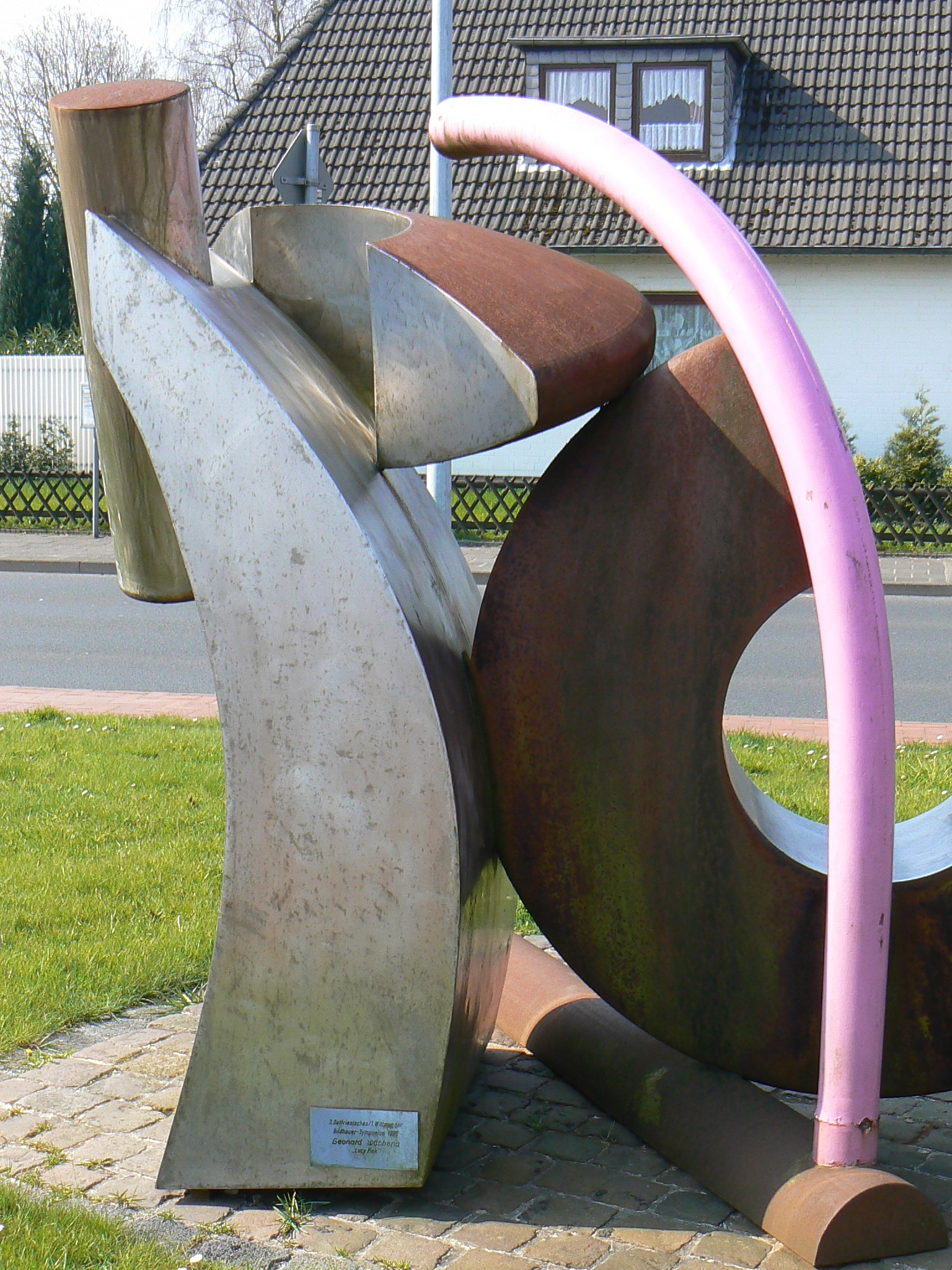
Lucy Pink
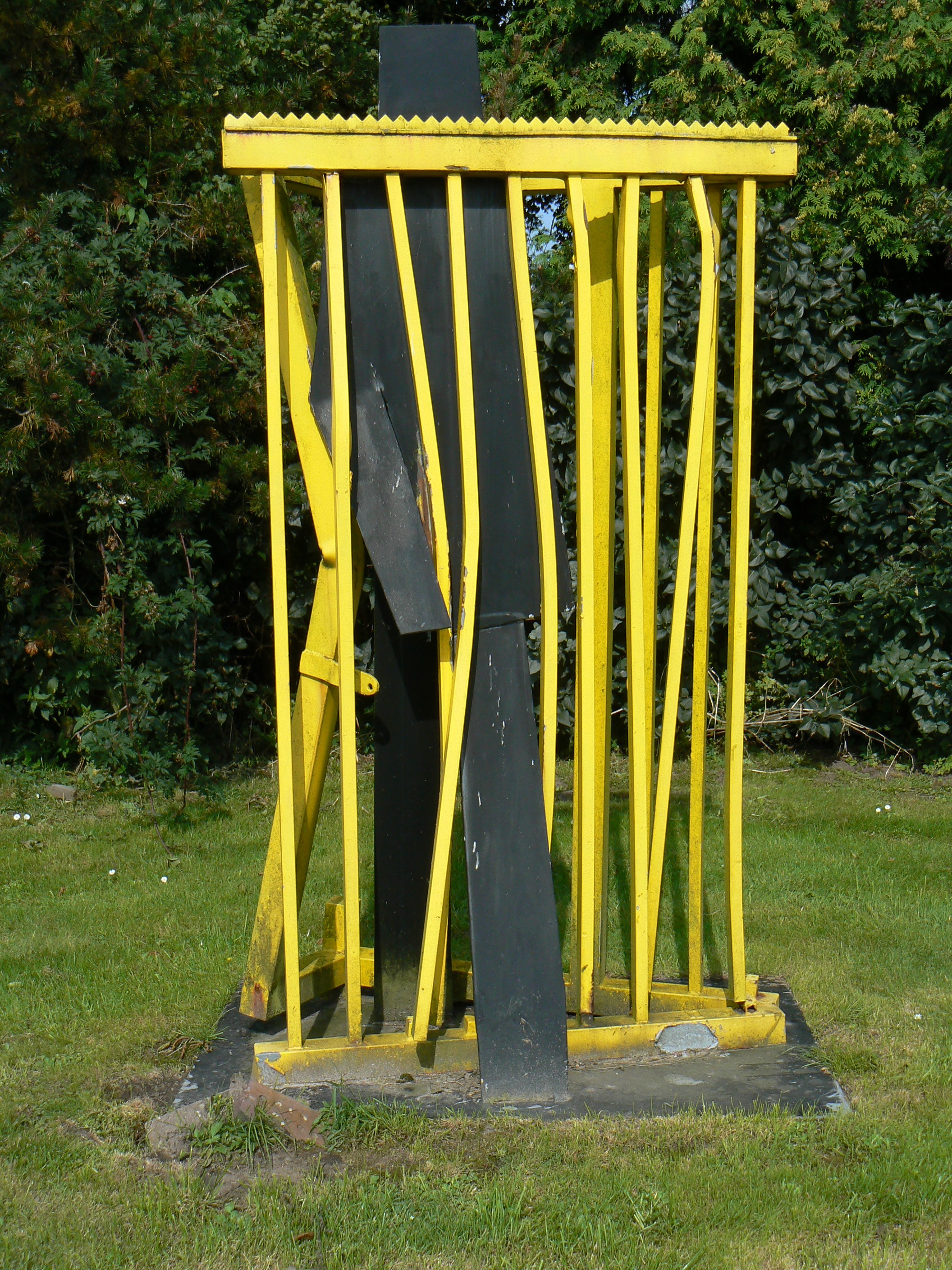
Mann im Tor
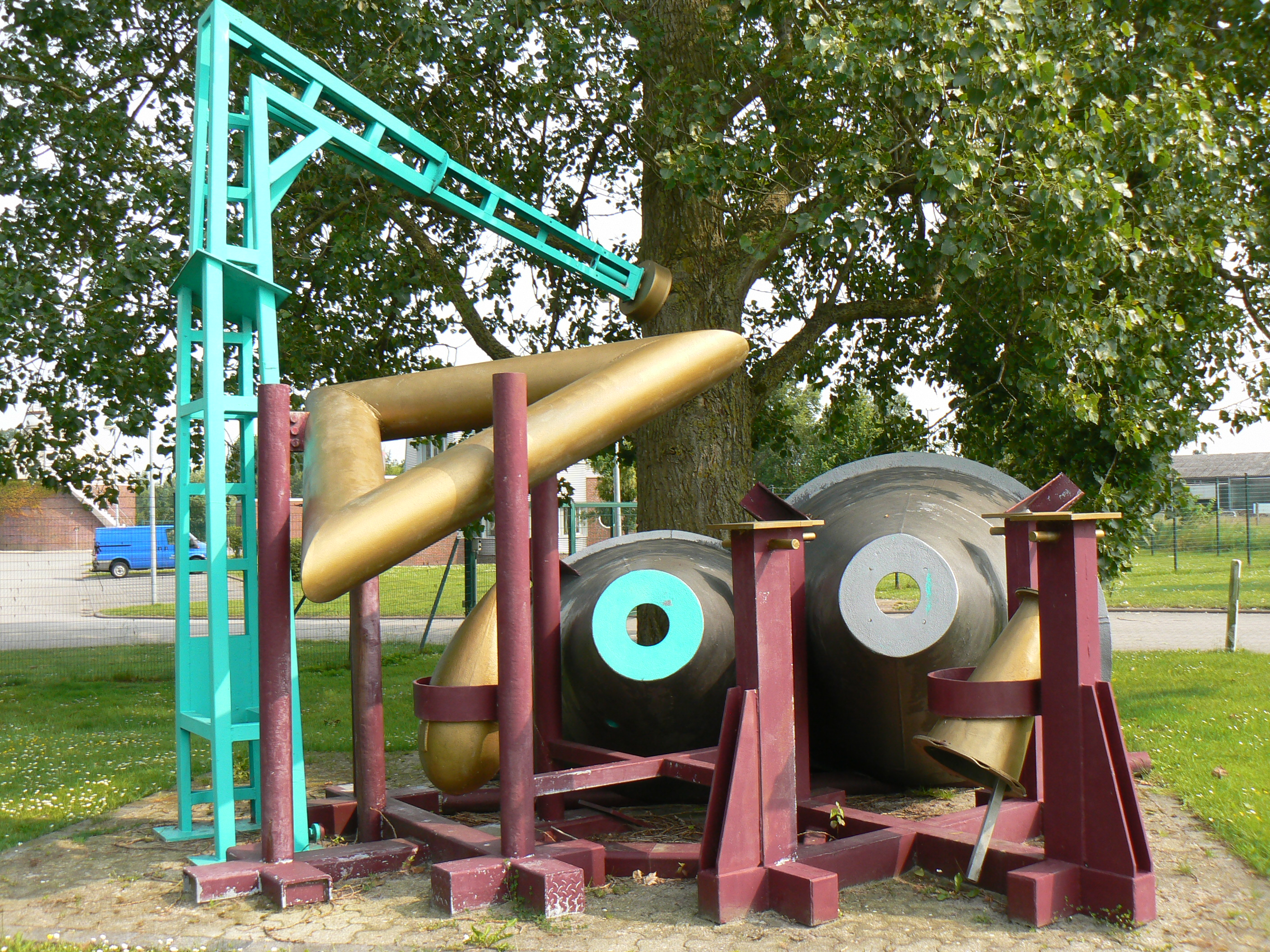
Madonna auf der Werft

## Zitat
Der ehemalige Studiendirektor Theodor Uebelhoer meinte in Wittmund im Sommer 2004 zu diesem Projekt:
Kunstwerke im öffentlichen Raum unterliegen anderen Gesetzmäßigkeiten als Kunstwerke in Museen. Sie stehen an markanten Punkten und werden von den Passanten wahrgenommen, ohne dass sie sich der Wirkung der Kunstwerke entziehen können. Doch abstrakte Darstellungen lassen mehrere Deutungen zu: wir wollen Ihnen die Skulpturen. .. näher bringen. Diskussionen sind erwünscht. Den Standort der Kunstwerke haben wir mit Bedacht ausgewählt. Das Raumumfeld wurde besonders berücksichtigt.